# Cayetano Betancur
Cayetano Betancur (Copacabana, 27 de abril de 1910 - Bogotá, 31 de enero de 1982) fue un filósofo, escritor y lingüista colombiano. Cursó sus estudios de bachillerato en el Liceo de la Universidad de Antioquia y luego estudió Derecho en la misma institución. Fue abogado, filósofo, sociólogo, escritor y profesor universitario. Pertenece a la generación de intelectuales como Rafael Carrillo, Danilo Cruz Vélez, Luis Eduardo Nieto Arteta, Jaime Jaramillo Uribe, Abel Naranjo Villegas, entre otros, que a partir de la década de 1930 pusieron al día los estudios filosóficos y les dieron su autonomía como oficio normal de la vida profesional en Colombia.

## Historia académica
Escribió "Sociología de la autenticidad y la simulación, seguida de otros ensayos" (1955), que fue la obra ganadora del concurso nacional de ensayo convocado por la Asociación de Escritores y Artistas de Colombia y la Presidencia de la República.
A partir de una idea esbozada por Alexander Pfänder (discípulo de Edmund Husserl), Betancur escribió su obra "Bases para una lógica del pensamiento imperativo", que apareció en 1968. Pero entre 1963 y 1966 publicó algunos de sus capítulos en las revistas colombianas Ideas y Valores, Colegio Nuestra Señora del Rosario y Universidad Pontificia Bolivariana, y en la revista alemana Archiv für Rechts- und Socialphilosophie, ARSP (con texto en francés y compendio en alemán y en inglés). Antes de que apareciera el libro, estas publicaciones por capítulos representaron la primera obra sobre el pensamiento imperativo en el mundo. Esta obra ha sido asumida como texto de referencia de la cátedra Derecho y Economía de la Universidad Nacional.1
Betancur fue miembro de la Academia Colombiana de la Lengua, la Academia Colombiana de Jurisprudencia, la "Sociedad Iberoamericana de Filosofía", la "Sociedad Colombiana de Filosofía", el Instituto Colombiano de Sociología, el "Instituto Argentino de Filosofía Jurídica y Social", el "Instituto de Cultura Hispánica", Baharati de la "Andhra Research University",  profesor fundador de la Universidad Pontificia Bolivariana y de la Jorge Tadeo Lozano, y fundador de la Revista Ideas y Valores, de la Universidad Nacional de Colombia. También fue  profesor fundador del Instituto de Filosofía de la Universidad Nacional de Colombia, que luego se convirtiera en la Facultad de Filosofía de la Universidad Nacional de Colombia de la cual fue decano en dos ocasiones.2
El archivo personal del autor fue donado por su familia a la Universidad Nacional de Bogotá. Con base en este importante material, Juan Camilo Betancur, uno de sus nietos nacido en 1984, quien se graduó en filosofía en la Universidad Javeriana de Bogotá, inició desde el 2006 una valiosa investigación sobre el pensamiento filosófico colombiano a partir de los años 40, con base, no solamente en los libros de esa generación, sino también en la fecunda correspondencia que Cayetano Betancur mantuvo con muchos filósofos y pensadores, y en los prólogos y reseñas que algunos de ellos escribieron para presentar los libros de sus colegas. Entre estos: los colombianos Danilo Cruz Vélez, Rafael Gutiérrez Girardot, Abel Naranjo Villegas, Rafael Carrillo, Luis Eduardo Nieto Arteta, Jaime Jaramillo Uribe y Alfredo Trendall Barriga; los españoles José Luis Aranguren y Juan David García Bacca; el italiano Giorgio del Vecchio; los argentinos Carlos Cossio, Francisco Romero y Rigieri Frondizi; el chileno Ismael Quiles y el alemán Joseph Kuntz.  
Como reconocimientos parciales a su extensa producción escrita, después de su muerte han sido publicados algunos de sus trabajos, sobre todo por iniciativa de editoriales antioqueñas. "Sociología de la autenticidad y la simulación" fue reeditado en 1988 por la colección Autores Antioqueños, vol. 44 y después, en 1995 por la Biblioteca Colseguros de Autores Colombianos; "Las virtudes sociales" fue incluido por Ramón de Zubiría en su selección de textos "Temas de reflexión" (1982). Bajo el título "Cayetano Betancur, una vida para la filosofía", en 2006 la Universidad de Antioquia publicó una selección de algunos ensayos, en su mayoría ya incluidos en "Sociología de la Autenticidad". Por su parte, la colección Rescates del Fondo Editorial de la Universidad Eafit ha publicado recientemente, en forma de libro, dos selecciones temáticas que abren nuevos caminos por explorar para los futuros investigadores: "Filosofía de la educación" (2009) y "Sobre política. Artículos y fragmentos escogidos" (2010).  De sus escritos iusfilosóficos apenas se ha vuelto a publicar, en 1985, el artículo "Imperativo y norma en el derecho" en la compilación de Rubén Sierra Mejía, "La filosofía en Colombia (siglo XX)"; en el campo de la filosofía del derecho todavía esperan volver a la luz libros como "Introducción a la ciencia del derecho" y "Ensayo de una filosofía del derecho". Como fruto de las actuales investigaciones de Juan Camilo Betancur, hoy se pueden consultar más de sesenta escritos filosóficos, sociológicos, históricos y jurídicos de Cayetano Betancur en Scribd.com. También se puede acceder a algunas de estas publicaciones siguiendo los vínculos en la siguiente sección.  
Para conmemorar los 100 años de su nacimiento, durante el año 2010 se realizaron homenajes a la memoria de Cayetano Betancur en varias universidades de Bogotá y Medellín y en la Academia Antioqueña de Historia, consistentes en conferencias y foros a cargo de destacados académicos y personalidades públicas, y la publicación de obras sobre su pensamiento filosófico y político. 
Desde el año 2005 el Instituto de Filosofía de la Universidad de Antioquia instituyó la “Cátedra Cayetano Betancur. Una vida por la filosofía”, con el fin "de reconocer el trabajo filosófico de los pensadores colombianos más destacados y que hayan dejado huella en la formación de las nuevas generaciones de filósofos". Se escogió el nombre de Cayetano Betancur para la Cátedra "por cuanto él representa uno de los mejores pensadores antioqueños de dimensión nacional, que contribuyó de manera sobresaliente en la modernización de la filosofía colombiana".3

## Principales obras publicadas
- Ensayo de una filosofía del derecho (1937 y 1959)
- Introducción a la ciencia del derecho (1953)
- Sociología de la autenticidad y la simulación, seguido de otros ensayos (1955)
- El ser y el consistir (1957)
- José Ortega y Gasset en Colombia: ensayos de Abel Naranjo Villegas, Cayetano Betancur y Alfredo Trendall (1956)
- El Cristianismo y sus tensiones internas y otros ensayos (1963)
- Las virtudes sociales (1964)
- Bases para una lógica del pensamiento imperativo (1968)
- Filósofos y filosofías (1969)
- Vida del derecho, manual del ciudadano (1974)
- Sobre política: artículos y fragmentos escogidos (2010). Jorge Giraldo Ramírez, editor académico.